# Machonet
Machonet – nieznany z imienia brytyjski strzelec, który wziął udział w Letnich Igrzyskach Olimpijskich 1896 (Ateny).
Na igrzyskach startował tylko w konkurencji karabinu wojskowego (odległość 200 m); jego wynik jest jednak nieznany.